# Renaissance de la harpe celtique
Albums de Alan Stivell
Reflets
(1970) À l'Olympia
(1972)
Renaissance de la harpe celtique est le troisième album d'Alan Stivell et son deuxième album instrumental, paru en décembre 1971, en France et dans le monde par Philips. Il est la concrétisation du travail effectué avec son père Georges Cochevelou, le créateur de la première nouvelle harpe celtique, depuis les années 1950.
Cet aboutissement est salué à travers le monde, notamment outre-Atlantique, et inspire les musiciens dans la poursuite de ce chemin et les artistes par cet univers onirique. L'album reçoit le prix de l'académie Charles-Cros en France et il est nommé aux Grammy Awards aux États-Unis.
En ouverture, il choisit de présenter la légende bretonne de la ville engloutie Ys, puis, il joue deux complaintes bretonnes historiques et tragiques appelées des gwerzioù (Marv Pontkalleg et Eliz Iza), entrecoupées par l'arrangement d'anciens morceaux gallois pour harpe. L'autre grande partie de l'album reprend des thèmes traditionnels gaéliques (irlandais, écossais, mannois).

## Histoire

### Contexte
Dans les années 1950, lorsque des jeunes filles parisiennes souhaitent apprendre la harpe celtique, elles se rassemblent dans le groupe culturel Telenn Bleimor. Mariannig Larc'hantec, qui rejoint le groupe en 1960, décrit dans son livre autobiographique leur démarche d'apprentissage. Bien qu'Alan Stivell soit « le premier à faire résonner cet instrument en dehors des rassemblements druidiques » et que ses disques sont les principaux du marché, leurs bases de travail étaient quasi inexistantes, en considérant à l'époque qu'Alan Stivell « ne peut représenter notre modèle étant donné le peu d'antériorité qu'il a par rapport à nous ». Elle considère sa démarche musicale et professionnelle comme différente mais complémentaire : « Alan Stivell s'occupera de la faire entendre dans de grandes salles au cours de grands événements. Il voguera sur la vague de la pop musique, permettant ainsi à la harpe celtique de pénétrer dans tous les foyers. Pour ma part, je m'occuperai plutôt du volet enseignement et de sa place au sein des institutions et du monde de la musique savante. ». Alan Stivell « compte parmi les premiers bretons à avoir fait résonner » l'instrument « aujourd'hui largement enseigné dans les Conservatoires de Bretagne et plus confidentiellement en France ».

### Origine
L’héroïne de cet album instrumental, c’est la harpe celtique, cet instrument à cordes plus fragile et cristallin que la guitare. Jeu d’arpèges ondoyant ou bien, de façon moins maniéré, plus vive, picking inspiré de la guitare folk américaine, les possibilités sont particulièrement intéressantes. Dans leur majorité, les morceaux sont, évidemment, arrangés du répertoire celtique transmis durant plusieurs siècles. En 1973, Yann Brekilien juge ainsi le travail effectué : « Alan y fait revivre des sonates pour harpes bardique qui nous viennent du Haut Moyen Age et ont été retrouvées sur des manuscrits du XVIIe siècle où elles avaient été transmises dans une écriture originale, déchiffrée par A. Dolmetsch. Dans la direction de ses musiciens, il se révèle un chef d’orchestre de grande classe, ce qui prouve que l’on peut être un chanteur moderne et néanmoins un musicien… Il n’y en a peut-être pas beaucoup, mais il en est. »

## Parutions et réception

### Impact populaire
L'album, deuxième 33 tours de l'artiste, paraît fin 1971. Le 6 janvier 1972, Alan Stivell présente son disque à la librairie Coop Breizh au Centre Élysées Bretagne à Paris. Le disque trouve le succès surtout par le bouche à oreille. La radio choisit de diffuser son 45 tours qui sort presque simultanément, contenant Pop Plinn et The Wind of Keltia, morceaux-illustrations de l'un de ses objectifs ; la fusion rock/musique bretonne. « Pourtant avec ses sonorités plus denses, plus nerveuses et plus chaudes que celles d’aucune autre, la harpe celtique va révéler un univers musical enseveli ou dévoyé sous les doigts d’un découvreur fébrile, infatigable et inspiré », observera le journal Télérama. Environ 5 000 disques de ce 45 tours sont vendus au Japon. En 1973 l'album dépasse les 300 000 exemplaires en France, des ventes supérieures à celles de groupes internationaux à l'époque (« Deep Purple, Pink Floyd, Alice Cooper, The Osmonds »). Renaissance de la harpe celtique est à ce jour le disque le plus vendu dans le monde pour un enregistrement consacré à cet instrument,.
Renaissance de la Harpe Celtique est l'un des albums d'Alan Stivell le plus célèbre à l'international. A posteriori, Alan Stivell remarque que « Renaissance de la harpe celtique ouvrit la deuxième étape du renouveau, s'amplifiant par écho et par ricochet, par les nouveaux venus à l'écoute et la pratique d'un instrument qui, avant la fin du siècle sera encore plus que le symbole d'une civilisation celtique répartie pour une nouvelle vie. » Sa musique – comme sortie du temps de par le réemploi de la harpe celtique et de son répertoire – en fait encore de nos jours un disque jugé incontournable par les admirateurs du « barde ». Dans son étude de la musique bretonne, Christina Roden écrit en anglais que cet album est « une fantaisie luxuriante et mystique qui a pris par surprise le monde et en fin de compte, par la tempête ». Nora Joan Clark, dans son livre consacré à l'histoire de la harpe irlandaise, écrit qu'Alan Stivell a « réalisé un album révolutionnaire ».

### Impact médiatique
L'album est salué par la presse spécialisée anglaise et est récompensé par le Grand Prix International du Disque de l'Académie Charles-Cros en France en 1972. Selon Alan Stivell, « il reste [s]on disque le plus connu aux USA, notamment dans les milieux de la musique, de la chanson et du cinéma ». Il est nommé aux 26e Grammy Awards le 28 février 1984 aux États-Unis dans la catégorie "Best Ethnic or Traditional Folk Recording".
Le magazine Rolling Stone le gratifie de cinq étoiles. Yann Brekilien a estimé qu'Ys méritait d'être « considéré comme un des grands classiques de notre époque. Il est susceptible de marquer aussi profondément la musique occidentale que l'œuvre de Borodine a marqué la musique russe. » Aux États-Unis, le journaliste Bruce Eder déclare sur le site AllMusic que « Renaissance of the Celtic Harp, one of the most beautiful and haunting records ever made by anybody, introduced the Celtic harp to many thousands of listeners around the world. To call this music gorgeous and ravishing would be the height of understatement, indeed, there aren't words in the English language to describe this record adequately »

### Impact artistique

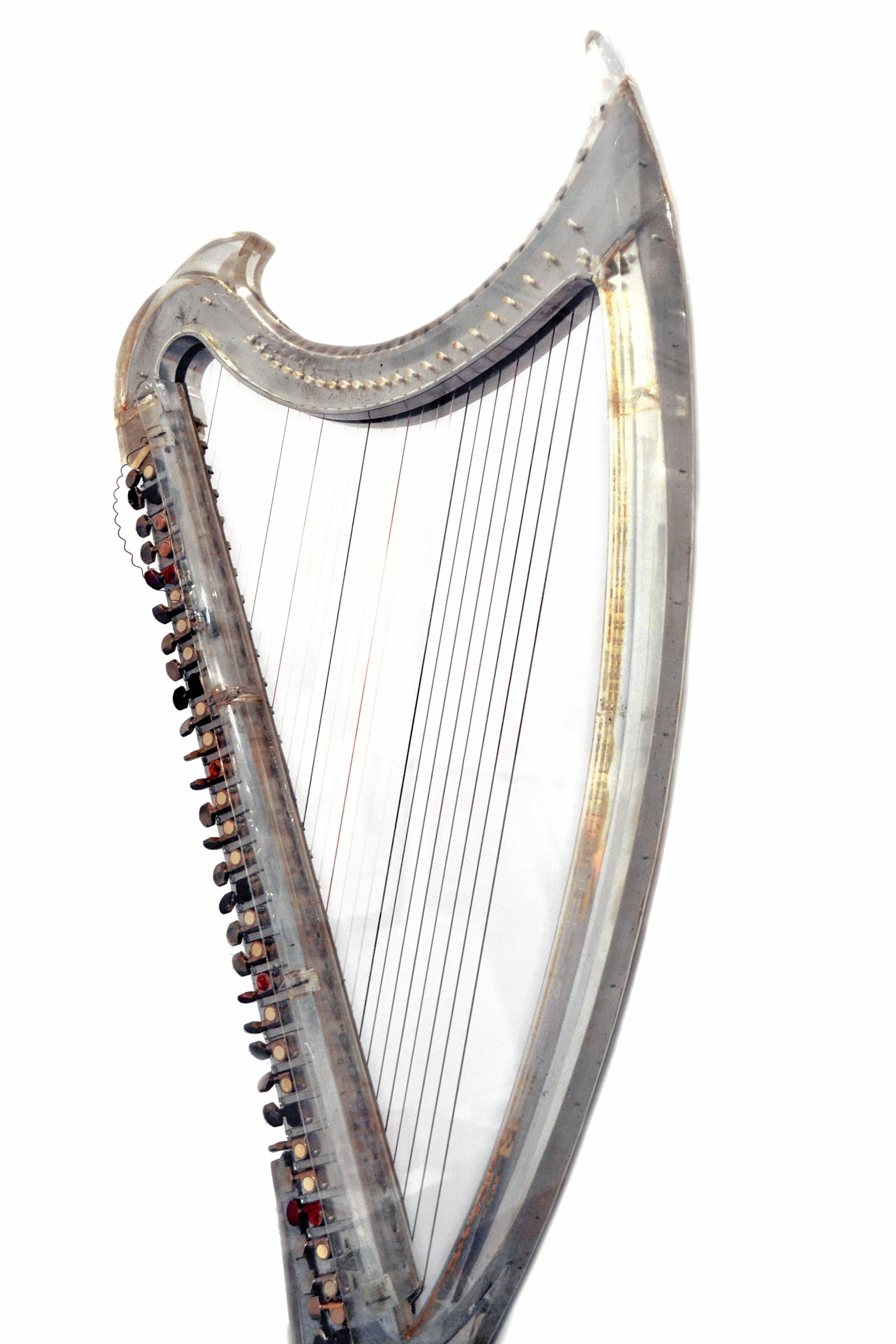
Telenn Strink (« harpe de cristal ») réalisée en 1987 par Léo Goas d'après les plans de Stivell.

Cet album demeurera le disque de harpe le plus vendu dans le monde. De nombreux musiciens du monde entier ont témoigné du plaisir ressenti ou du déclic musical en entendant cette musique celtique jouée à la harpe : les harpistes canadiens Loreena McKennitt et Charles de Lint, les Australiens Robert Hart et Louisa John-Krol, la Russe Anastasia Papisova, les Américaines Jo Morrison et Deborah Henson-Conant, l'Italien Vincenzo Zitello, le Norvégien Kristian Nordeide, les musiciens new-yorkais Steven Halpern (en) et Ben Kettlewell, les harpistes bretons Myrdhin, Gwenaël Kerléo, Dominig Bouchaud, Kristen Noguès, Nolwenn Arzel, Gwenola Roparz, Violaine Mayor, les harpistes français Armelle Gourlaouën, Florence Jamain, Anne-Marie Jean, Catherine Letray, Christophe Pampuch, le président des harpes Camac Jakez François, la franco-tunisienne Eve McTelenn... La harpiste bretonne Cécile Corbel déclare avoir choisi le sous-titre « Renaissance » pour son troisième album Songbook car « c’est d’abord un clin d’œil à un album qui ma beaucoup marquée « Renaissance de la harpe celtique » d’Alan Stivell. C’est un album fondateur pour la redécouverte de l’instrument et pour tous ceux qui vibrent pour ces musiques celtiques. »,.
Cette œuvre majeure influence même les cinéastes et les écrivains. Durant toute sa vie, le cinéaste Alejandro Jodorowsky écoute uniquement cet album qui le met en transe. En 1973, dans Breizh, le poète Xavier Grall fit une confidence : « Quand j'écrivais mon roman La Fête de la nuit, la musique du fameux disque Renaissance de la harpe celtique ne me quittait pas. Ce ruissellement de nostalgie, ce roulement de sources et d'océans, ce chuchotement arthurien de ferveurs et de peines ont véritablement imprégné l'âme perdue, éperdue de mon héros. »
Dans le guide World music, Philippe Krümm et Jean-Pierre Rasle considèrent que « cet album au succès international a aidé à présenter la musique traditionnelle Bretonne - au même titre qu'Irlandaise, Galloise et Écossaise - à un public mondial et susciter l'intérêt par la suite pour la matière moins accessible. » Les mythes qu'il contient ont été popularisés, notamment ceux qui concernent la Bretagne, jusqu'alors peu connus. Par exemple, dans son livre Nanotechnology for a Sustainable World, le professeur australien Thomas Faunce dit avoir découvert la légende de la ville d'Ys en s'intéressant à la musique d'Alan Stivell. Cela l'a incité à étudier l'importance des mythes apocalyptiques similaires répandus dans d'autres cultures.

## Caractéristiques artistiques

### Analyse musicale
Jacques Vassal note que « les morceaux s'enchaînent avec une progression  logique (exposé d'un thème, variations, retour au thème initial) et une rigueur qui relèvent de la composition classique. ». La première face puise une grande partie de sa source dans la tradition bretonne, agrémentée d'une composition d'Alan Stivell, Ys (dédiée à Jef Le Penven). La seconde face est occupée par une suite appelée « Gaeltacht », un petit voyage autour des îles Britanniques, de l'Écosse à l'Irlande en passant par Man et les Hébrides. Une porte ouverte sur l’univers des contes et légendes à travers ces emprunts de onze thèmes différents imbriqués dans un ensemble cohérent, qui progresse vers un « final tourbillonnant » de slip-jigs irlandaises. La musique new age qui apparaît aussi à peu près à cette époque se nourrira de musique folklorique, au point que la frontière entre les deux est parfois très poreuse. Alan Stivell se fera le chantre du mélange des cultures, des époques et des genres. La « brume antédiluvienne » qui entoure le son participe à son charme intemporel.

### Description des morceaux

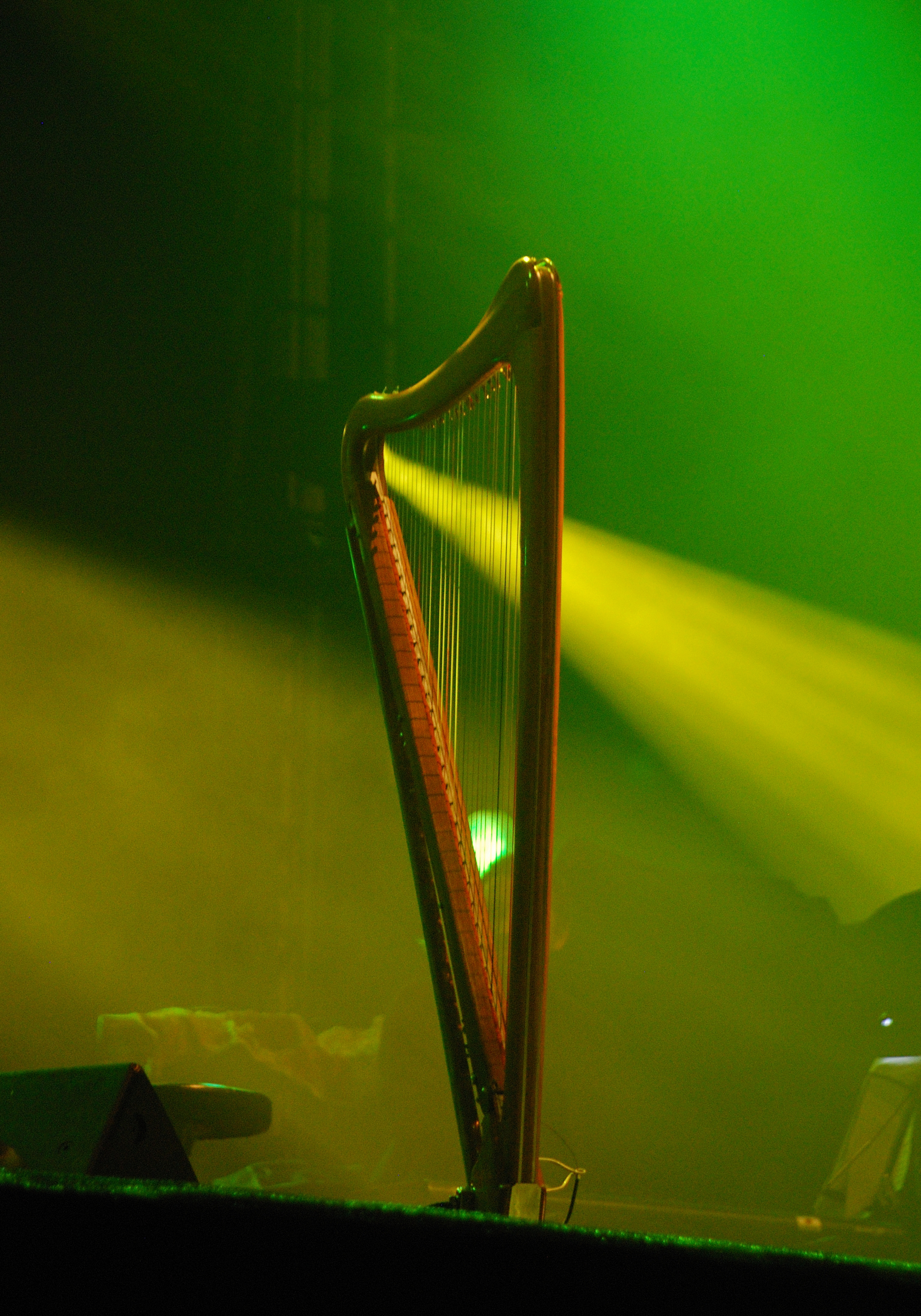
Une de ses nouvelles harpes celtiques électriques, des prototypes poursuivant le travail débuté par son père.

Le morceau Ys, qui ouvre l'album, est le seul à avoir été composé presque entièrement par Stivell. Il révèle une atmosphère « magique », évoquant la légende de la ville d'Ys, capitale du royaume de Cornouaille en Armorique au Ve siècle, engloutie par la mer. Divisé en plusieurs petites parties, la composition / improvisation (sauf les emprunts aux thèmes traditionnels Gwerz Kér-Ys et Cuan Bhéil Innse, en hommage à Jef Le Penven) est rythmée par le flux et le reflux de l'océan. Stivell commente : « Thème éternels de l'Atlantide, du Déluge, qui signifient que le progrès matériel court à la catastrophe sans progrès moral, sans un respect grandissant de l'homme pour l'homme. » Sur le plan musical, il joue avec la multitude d'harmoniques de sa harpe bardique et affirme avoir adapté le picking de la guitare américaine « pour accentuer le caractère universel de la légende », notamment lors de l'évocation de la course du cheval dans l'eau. Cette interprétation, oscillant entre force, paroxysme et mélancolie, épopée et rêverie, auxquelles participent de discrètes percussions ou les flûtes, renforcés à la fin par le violoncelle. Finalement, comme dans la légende, c'est le bruit seul de l'océan qui demeure. En l'écoutant, le critique musical Marco du site Forces Parallèles ressent la harpe « surgir des flots », comme une apparition divine et « s'approcher progressivement du rivage ». Dans son livre sur les légendes celtes, Stivell approfondie en introduction son choix : « Ys, la rebelle, dont on disait que, lorsqu'elle resurgirait, Paris serait alors submergé. Et je rêvais, gamin, d'une grande vague celtique engloutissant Paris, comme je rêvais d'une cité de l'espace - à l'instar de la Station spatiale internationale (ISS). »
Les deux morceaux suivants sont entièrement consacrés à la harpe. Le premier, Marv Pontkalleg, est un arrangement musical d'une gwerz (complainte) traditionnelle bretonne, issue du Barzaz Breiz, réalisé par son ancienne professoresse de harpe et qu'il avait déjà enregistré pour l'album Telenn geltiek : Harpe celtique (Mouez Breiz, 1964). Le morceau est construit un peu comme une chanson, avec arrangement du thème un peu « classisant ». Le second, Ap Huw / Penllyn, est un couplage de thèmes issus de manuscrits gallois conservant la transmission musicale et la tradition harpique. Il est donc plus sobre avec une sonorité un peu plus « antique ».
Eliz Iza est l'arrangement moderne d'une gwerz traditionnelle des montagnes bretonnes, qu'Alan Stivell offre « en hommage aux sœurs Goadec, [s]es chanteuses préférées » qui l'ont chanté et popularisé. Les chœurs féminins et les instruments qui accompagnent ici la harpe au fur et à mesure, en proposent une version onirique (avec les cordes) et rythmée (en particulier par les bombardes et les percussions). La base acoustique se trouve complétée lors de la quatrième reprise du thème par un petit groupe rock qui surprend (batterie rock claquante, basse bien marquée et guitare électrique).
La deuxième partie du disque, sous le titre générique Gaeltacht, est consacrée à des airs de la « Celtie », déjà interprétés par Alan Stivell, dont beaucoup invitent à la danse ou proposent un instant de fraîcheur (au sens étymologique médiéval de ce qui n'est pas flétri). Pour commencer, une nouvelle interprétation de la « Suite irlandaise » du précédent album. Cette partie balaye donc un spectre assez large d’émotions, entre l’ouverture contemplative qui s’articule entre Caitlin Triall, avec sa mélodie mélancolique qui va crescendo jusqu'à taquiner un rythme de danse, et le déchirant Port Ui Mhuirgheasa. Ce thème est repris dans le final de la suite, en version ralentie et avec guitare acoustique. Les batteries sont aussi présentes, pop pour Heman dubh (avec basse et tablas), écossaise sur Struan Robertson (où la harpe remplace la cornemuse). Le jeu d'Alan Stivell s'intensifie et s'enchaîne fluidement sans quitter le navire pour un voyage à la découverte d'un univers « de toute beauté ». L'évocation de la coulée de l'eau se fait entendre dans The little cascade. Yann Brekilien estime dans son livre Alan Stivell ou le folk celtique que « cette musique s'écoule de sa harpe enchanteresse en ruisselets limpides et cristallins comme une source. » (p. 37).

### Pochette et disque
Korentin Kéo signe à nouveau la photographie, une harpe, tout simplement. À l'intérieur, un texte avec illustrations de Jord Cochevelou, intitulé « L'origine », revient sur l'histoire de l'instrument, qu'il évoque comme un « symbole d'art, de poésie, de grâce, de pureté, d'enchantement ». Le choix a été opté pour le prénom bretonnisé de Georges. Un autre texte, « Le réveil », accompagné de photos de Jord et d'Alan, enfant et devenu adulte, explique ce que fit son père en faveur de cette renaissance. Au dos, les titres et quelques indications, la liste des musiciens et puis un texte de Yann-Fanch Ar Merdy : « Qui est Alan Stivell ? ».

## Fiche technique

### Liste des morceaux
| 1.         | Ys                                    | Alan Stivell                                                            | Avec emprunts aux thèmes folkloriques Gwerz Kér-Ys et Cuan Bhéil Innse | 8:50 |
| 2.         | Marv Pontkalleg                       | trad. - arr. Denise Mégevand                                            | Chanson bretonne du Barzaz Breiz                                       | 3:32 |
| 3.         | Ap Huw / Penllyn                      | "Profiad Y Botum" / "Llywelyn Ap Ifan Ab Y Gof" - arr. Arnold Dolmetsch | Extraits des manuscrits gallois                                        | 2:56 |
| 4.         | Eliz Iza                              | trad. - arr. A. Stivell                                                 | Chanson bretonne des montagnes                                         | 2:59 |
| Gaeltacht. | Voyage à travers les pays gaéliques : | folklore                                                                | En hommage à Seán Ó Riada                                              |      |
| 5.         | Caitlin Triall                        | trad. - arr. A. Stivell                                                 | Mélodie irlandaise                                                     | 0:57 |
| 6.         | Port Ui Mhuirgheasa                   | trad. - arr. A. Stivell                                                 | Jig irlandaise                                                         | 1:41 |
| 7.         | Airde Cuan                            | trad. - arr. Jord Cochevelou                                            | Mélodie irlandaise                                                     | 1:37 |
| 8.         | Na Reubairean                         | trad. - arr. Denise Mégevand                                            | Mélodie écossaise                                                      | 0:39 |
| 9.         | Mélodie Manxoise                      | trad. - arr. A. Stivell                                                 | île de Man                                                             | 0:34 |
| 10.        | Heman Dubh                            | trad. - arr. A. Stivell                                                 | Chants de travail des Îles Hébrides                                    | 2:13 |
| 11.        | Gaelic Waltz                          | trad. - arr. A. Stivell                                                 | Valse traditionnelle écossaise                                         | 2:43 |
| 12.        | Struan Robertson                      | trad. - arr. A. Stivell                                                 | Danse écossaise (Strathspey)                                           | 0:52 |
| 13.        | The Little Cascade                    | trad. - arr. A. Stivell                                                 | Danse écossaise (Reel)                                                 | 1:14 |
| 14.        | Braigh Loch Lall                      | trad. - arr. A. Stivell                                                 | Mélodie écossaise                                                      | 3:20 |
| 15.        | Port An Deorai                        | trad. - arr. A. Stivell                                                 | Suite de slips-jigs irlandaises                                        | 2:55 |
| 37:02      |                                       |                                                                         |                                                                        |      |

La face A du disque vinyle comprend les quatre premiers titres et dure 18 minutes 31 secondes et la face B se compose d'un medley d'airs traditionnels intitulé « Gaeltacht » et dure 18 minutes 54 secondes.
La face A équivalente du CD comprend les quatre premiers titres et dure 18 minutes 17 secondes et la face B équivalente du CD se compose du medley « Gaeltacht » et dure 18 minutes 45 secondes.

### Crédits

#### Équipe artistique
- Alan Stivell : harpes, cornemuse écossaise, bombarde, flûtes irlandaises
- Michel Delaporte : percussions, tablas
- Guy Cascales : batterie
- Gérard Levasseur, Gérard Salkowsky : basses
- Dan Ar Braz : guitares acoustique  électrique
- Gilles Tinayre : orgue
- Yann-Fanch Ar Merdy : batterie écossaise
- Mig Ar Biz, Alan Kloatr : bombardes
- Jean Huchot, Henri Delagarde, Manuel Recasens : violoncelles
- Stéphane Wiener, Gabriel Beauvais, Paul Hadjaje, Pierre Cheval : altos
- Jean-Marc Dollez : contrebasse
- Henri Delagarde, Jean Huchot, Manuel Recasens : violons
- Anne Germain, Claude Germain, Jean-Claude Briodin, Françoise Wall, Jacques Hendrix, Danièle Bartoletti : chœurs

#### Équipe technique
- Production Fontana
- Producteur : Frank Giboni
- Arrangeur : Jord Cochevelou
- Enregistrement : Studio des Dames, Paris
- Ingénieur du son : Paul Houdebine
- Assistant : Philippe Lerichomme
- Photos : Korentin Kéo (recto verso), Pierre Meurou (intérieur)
- Marguerite Bordet : peinture de couverture (réédition Dreyfus)